# 何塞·马里亚·佩拉尔塔·拉戈斯
何塞·马里亚·佩拉尔塔·拉戈斯（西班牙語：José María Peralta Lagos，1873年7月25日—1944年7月22日），萨尔瓦多作家、工程兵、政客，笔名T.P. Mechín。
佩拉尔塔·拉戈斯于1873年7月25日出生在萨尔瓦多的聖特克拉，曾在西班牙瓜达拉哈拉的瓜达拉哈拉军事工程学院学习，与工程师何塞·埃米利奥·阿尔凯内一起领导了萨尔瓦多国家剧院的建造。曾任萨尔瓦多驻西班牙外交代表，也曾在总曼努埃尔·恩里克·阿劳约任内（1911-1913）担任战争和海军部长。